# Листопад (гурт)
«Листопа́д» — український рок-гурт з Івано-Франківська, створений у 2004 році. Основними напрямками музики є [хард-н-хеві і глем-рок, рок-н-рол, блюз.  Володар Гран-прі міжнародного конкурсу «Пісні моря-2007».

## Історія
Перші репетиції колективу відбулися ще 2002 року. Ініціатором створення гурту був гітарист Ярослав Адамович. Тодішній склад: Адамович Ярослав — соло гітара, Царук Василь — бас гітара, Фуштей Любомир — ударні, Дутчак Василь — вокал. У наступні роки прийшов гітарист Владислав Андрусяк, вокаліст Микола Гречин та ударник Ярослав Білик, а покинули гурт Футшей і Дутчак.
У 2006 посіли 2 місце на конкурсі «Таланти Прикарпаття» (м. Івано-Франківськ) та 2 місце на міжнародному фестивалі «Захід-XXI століття» (м. Івано-Франківськ).На початку 2007 року запрошено Ореста Белея (вокал). Запис пісень на студії «100% records» у м. Київ, одну з пісень включено до у збірника «Слов'янський Рок», що вийшов у серпні 2007 року. Виступ на рок-фестивалі «Dni Ziemi Strzeleckiej» (Польща).
У серпні 2007 здобуто Ґран-прі першого Міжнародного конкурсу «Пісні моря-2007», який проходив у Севастополі рамках Міжнародного молодіжного музичного фестивалю «Зоряний берег».